# Ait Yafelman
Gli Ait Yafelman sono una confederazione berbera che vive nelle zone a centro-sud e sud-est marocchino. La loro lingua è il Tamazight mentre la loro capitale è Imilchil. 
Alla confederazione di Ait Yafelman appartengono tre grandi famiglie: Ait Merghad, Ait Hediddu e Ait Seghrushen.
Nel suo romanzo La madre della primavera, Driss Chraïbi descrive, in maniera romanzata, l'arrivo in Nordafrica degli arabi nel 679 e la reazione della tribù degli Ait Yafelman guidati da un immaginario capo di nome Azwaw.